# Port Jefferson (New York)
Port Jefferson (informeel Port Jeff) is een village (dorp) en havenplaats in de Amerikaanse staat New York, en valt bestuurlijk onder Brookhaven, Suffolk County. De Bridgeport & Port Jefferson Ferry verbindt de plaats met Bridgeport in Connecticut. Port Jefferson ligt ongeveer 78 km ten oosten van Midtown Manhattan.

## Geschiedenis
In 1655 werd door inwoners van Brookhaven grond gekocht van de Setalcott inheemsen. Het gebied werd oorspronkelijk Sowasset genoemd en betekende of "plaats van de kleine dennen" of "waar water opent". In 1682 vestigde de Ierse schoenmaker John Roe zich in gebied en noemde het Drowned Meadows (ondergelopen weilanden) omdat het land door het getijde twee keer per dag onder water liep. In het eind van de 18e eeuw ontwikkelde het zich als een centrum van de scheepsbouw.
In 1836 werd een dijk aangelegd en werd de naam gewijzigd in Port Jefferson ter ere van Thomas Jefferson. Vanaf de jaren 1870 raakte de scheepsbouw in verval vanwege de opkomst van de stoomboten die grotere scheepswerven nodig hadden. In 1872 werd de veerboot naar Bridgeport in Connecticut geopend. In 1873 werd Port Jefferson verbonden met de Long Island Rail Road via de Port Jefferson Branch.
In de 20e eeuw ontwikkelde Port Jefferson zich als recreatiegebied voor New York. In 1963 werd het een onafhankelijk dorp.

## Demografie
In 2020 telde Port Jefferson 7,962 inwoners. 86,9% van de bevolking is blank; 8,7% is Aziatisch; 2,0% is Afro-Amerikaans en 5,5% is Hispanic ongeacht ras of etnische groepering. In 2020 was het gemiddelde gezinsinkomen US$117.579.

## Bekende inwoners
- John Buscema (1927-2002), striptekenaar
- Peter Spier (1927-2017), illustrator en kinderboekenschrijver
- Dan Gurney (1931-2018), Formule 1-coureur
- Alan North (1920-2000), acteur
- Ted Chiang (1967), sciencefictionschrijver
- Peter Frenette (1992), schansspringer
- Vivien Cardone (1993), actrice

## Galerij

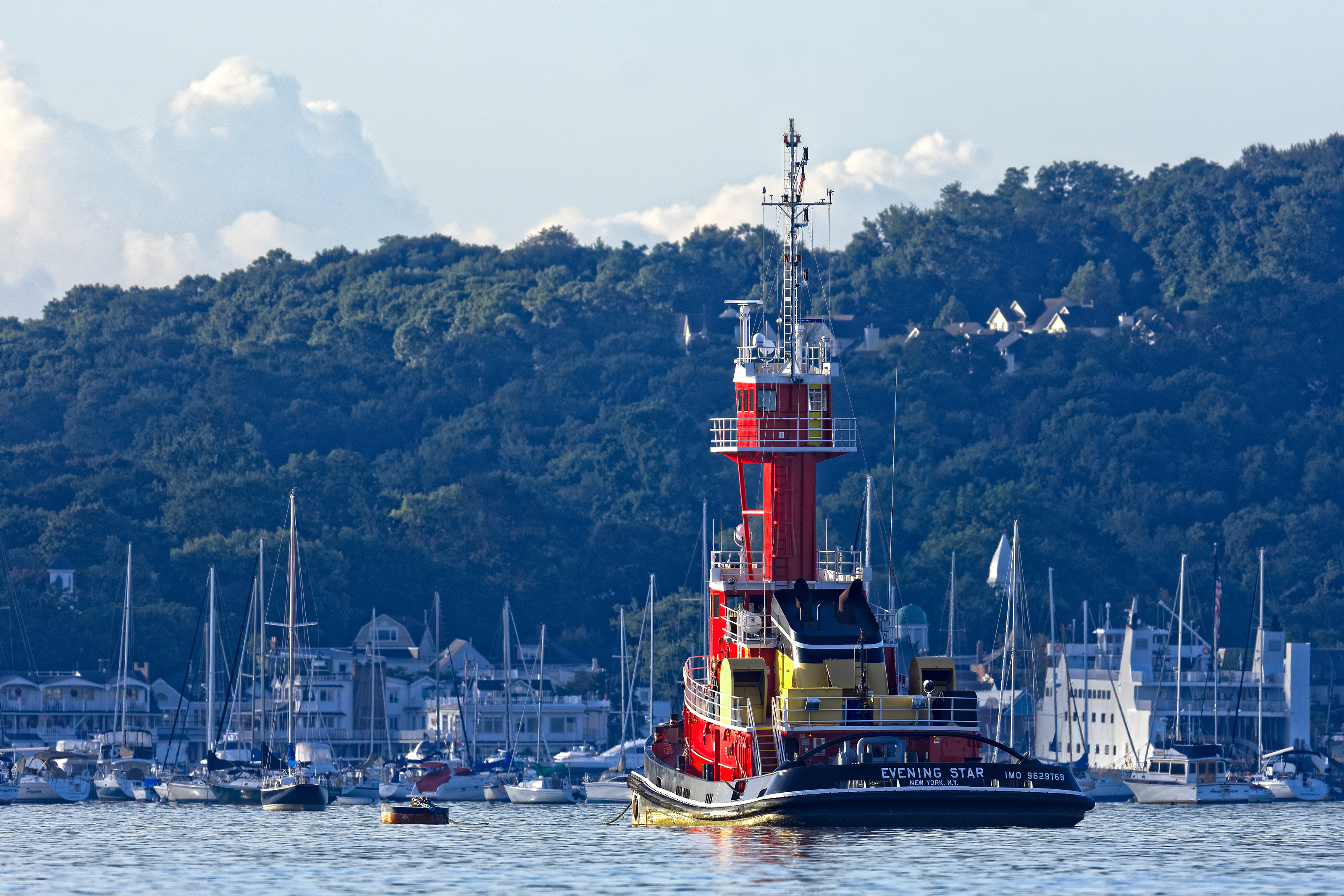
Sleepboot Evening Star in de Port Jefferson
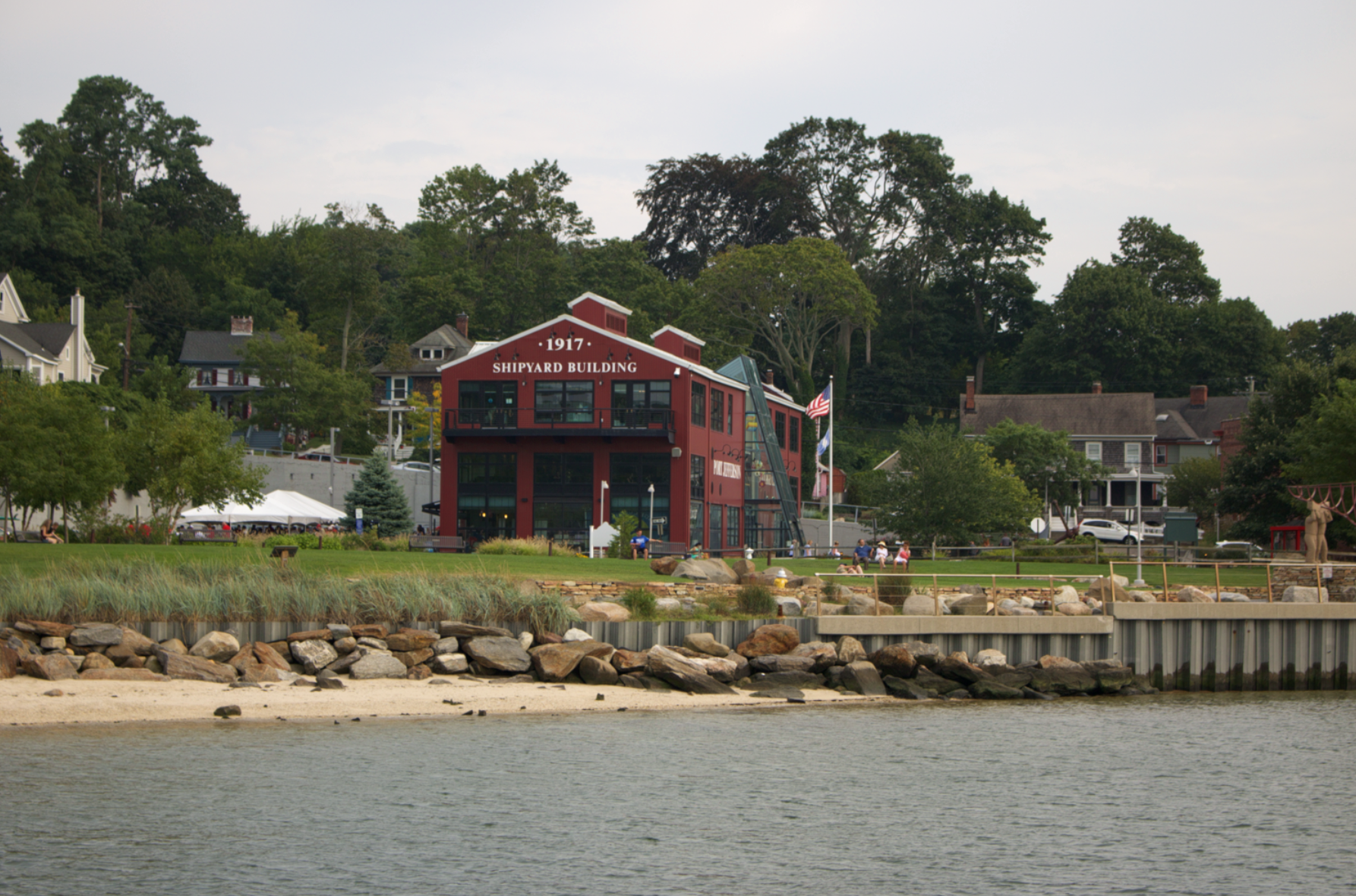
Voormalige scheepswerf Bayles Shipyard
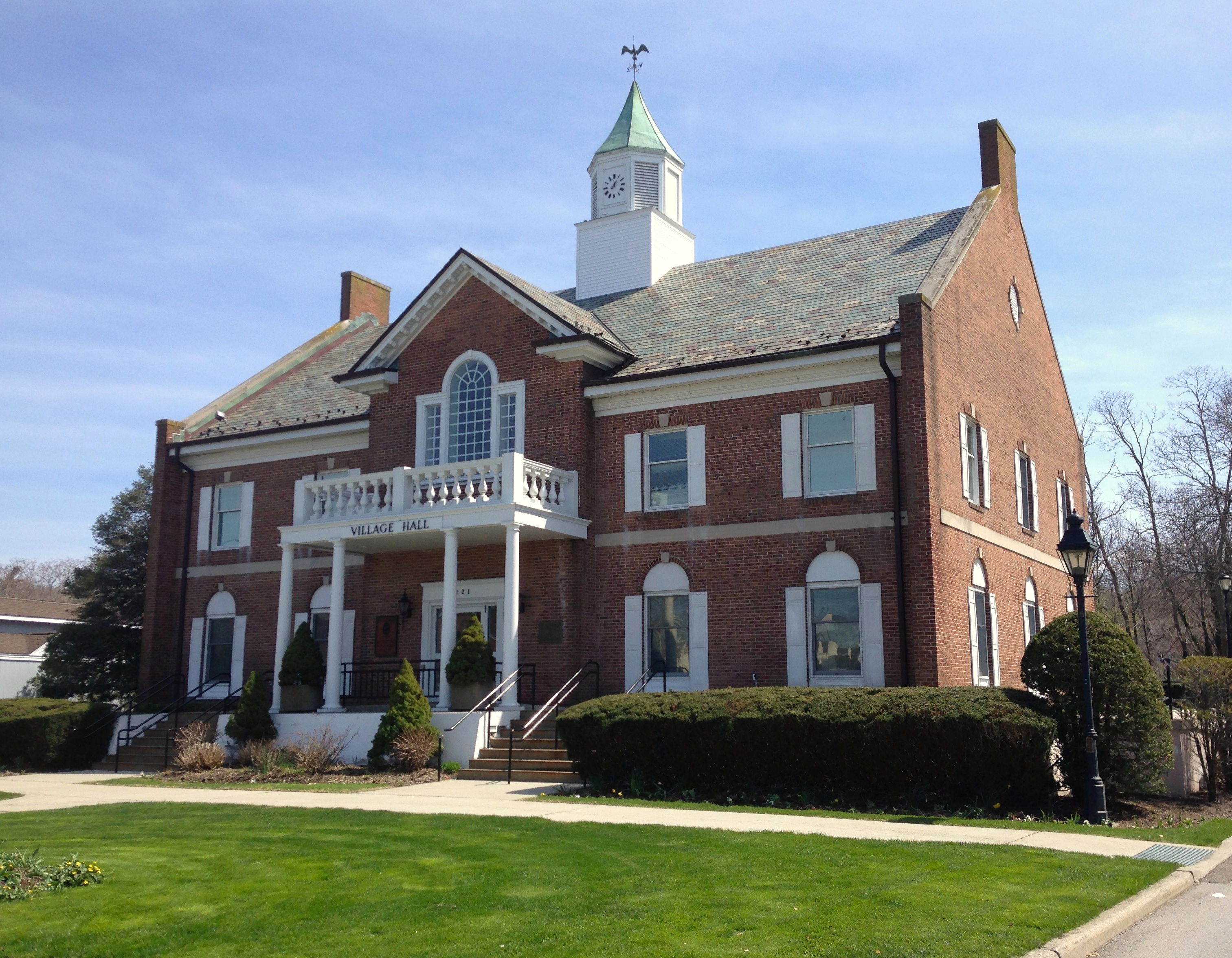
Dorpshuis
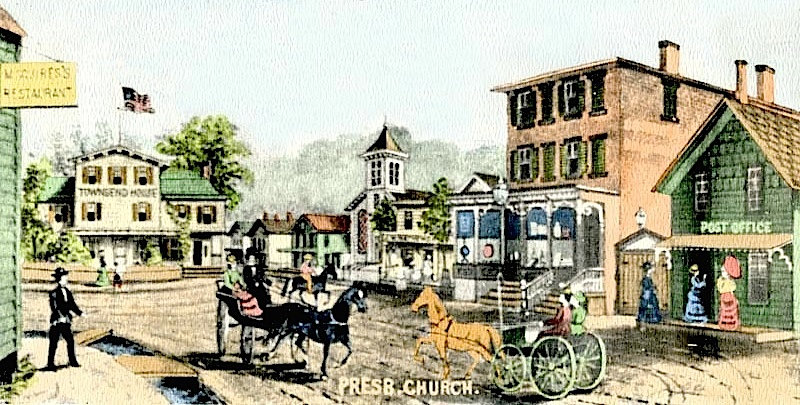
Ansichtkaart van Hotel Square (eind 19e eeuw)

- Gemeinsame Normdatei: 4498753-5
- Library of Congress Control Number: n78028254
- MusicBrainz: 192e7de3-d7ce-4b8f-ba44-5dc4d12a30ec
- National Archives and Records Administration: 10041138
- Nationale Bibliotheek van Israël: 987007561952805171